# Evangelisch-Lutherische Freikirche
Evangelisch Lutherische Freikirche (ELFK) är ett konservativt lutherskt trossamfund med ca 1500 medlemmar i 15 församlingar, de flesta av dem i östra Tyskland.
1871 lämnade ett antal församlingar den lutherska statskyrkan i kungariket Sachsen, som man menade hade fjärmat sig från de lutherska bekännelseskrifterna. 1876 bildade de Evangelisch-Lutherische Freikirche in Sachsen. Under de följande åren anslöt sig församlingar från andra delar av Tyska riket varför kyrkan lade till orden und anderen Staaten till sitt namn. Senare togs all geografisk hänvisning bort ur namnet.
Många av kyrkans pastor studerade vid amerikanska skolor, drivna av Missourisynoden, till dess att man 1921 kunde inviga ett eget teologiskt seminarium i Leipzig. ELFK hade fortsatt goda relationer till Missourisynoden fram till 1987, då det blev en brytning eftersom amerikanerna vägrade att bryta ämbets- och nattvardsgemenskapen med Selbständige Evangelisch-Lutherische Kirche.
1993 var ELFK med om att bilda Konfessionella evangelisk-lutherska konferensen, som man fortfarande tillhör.